# Adriaen Brouwer

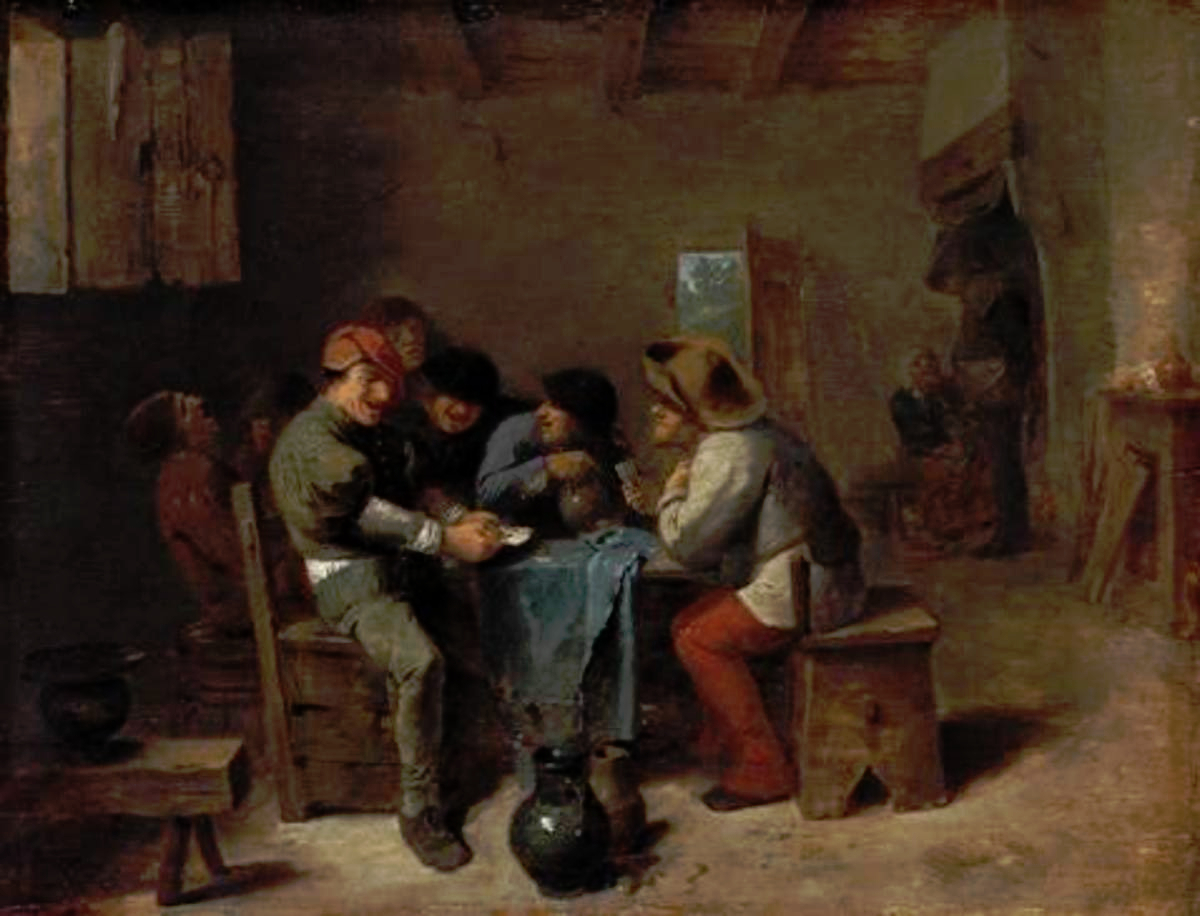
Camperols jugant a les cartes, Institut Städel

Adriaen Brouwer (Oudenaarde, 1605 -1638), fou un pintor belga de representacions quotidianes, actiu a Flandes i les Províncies Unides al segle xvii.

## Biografia
El seu pare, dibuixant de tapissos, va morir quan Brouwer tenia 15 anys i la seva mare el va enviar als Països Baixos, al taller de Frans Hals. El mestre no el va tractar bé, obligant-lo a copiar quadres per vendre'ls a baix preu. Per aquest motiu Brouwer va fugir a Amsterdam, on va romandre quatre anys.
El 1631 es trobava a Anvers, on va morir el 1638. En els últims anys de la seva vida va ser empresonat sense conèixer les causes. Anteriorment havia tingut problemes per haver falsificat diverses obres. El mateix Rubens, gran admirador seu, es va pronunciar en contra i el va reconèixer com a culpable. A la presó va fer amistat amb un forner, Joost van Craesbeeck, que fou el seu únic deixeble.

## Obres
Fou un pintor especialitzat en la pintura de gènere, on es va dedicar majoritàriament a pintar interiors de tavernes i de cases rurals. A nivell estètitc, va dedicar-li especial atenció a l'atmosfera, la llum i el color de les seves obres
Brouwer pintava personatges rústics en el seu aspecte més degradat, al contrari que David Teniers el Jove. No li interessava gens ni mica portar els seus llenços la classe burgesa. La temàtica de les seves obres són d'un nivell social ínfim, amb aventurers i truans, als quals tracta amb un gran afecte i pietat. Com a exemple es pot considerar la Baralla de camperols del Mauritshuis de la Haia.
Aquest afany de pintar els baixos fons del seu temps és conseqüència d'un moviment literari contemporani que intensificava la caiguda moral de la humanitat. El quadre més famós de Brouwer és El fumador, que es conserva al Museu del Louvre i del qual es desprèn una gran sensualitat, accentuat per l'ampolla de ginebra que sosté, i les volutes de fum que semblen saltar de la tela. Una mostra d'aquest món de murris i borratxos, pels quals sentia tanta predilecció, és a l'Interior del fonda, que s'exhibeix al Rijksmuseum d'Amsterdam. Es considera Brouwer com un precursor de l'impressionisme, pel fet que treballa el llenç amb una pinzellada forta, sense matisar ni detallar de cap manera, perquè la vista es fixi en el motiu clau de la seva obra. S'arriba d'aquesta manera a simplificar en extrem la forma, sacrificant al colorit. La independència salvatge que emana la seva representació de la natura és resultat de la influència de Frans Hals. Com a paisatgista, a Paisatge al capvespre (Louvre), el color inunda el quadre, deixant plasmat l'essencial de l'hora precisa del capvespre.